# Време (метеорологија)
Време (ијек. вријеме) је појам који означава тренутно стање атмосфере на неком простору. Просечан годишњи ток времена чини климу. Наука која се бави проучавањем времена назива се метеорологија. Ово стање се описује са низом метеоролошких елемената који су измерени метеоролошким апаратима или одређених посматрањем (нпр. температура ваздуха, став облачности, брзина и смер ветрова, киша, снег и сл.). Промене времена су узроковане ротацијом земљине лопте у првом реду. Огромне масе ваздуха и воде под утицајем ротације имају тенденцију да се крећу у правцу казаљке на сату на северној полулопти, док се на јужној ове масе крећу у супротном смеру.
Дефиницију времена је дала проф. Вера Мичета, која гласи: Време је стање атмосфере у датом тренутку на одређеном простору, а која је прихваћена у многим литературним издањима чије су основне теме метеорологија и климатологија. Време је јединствен став у атмосфери. Време је схватано обично као стање тропосфере која је човеку најближа и која га оклопљава. Општи тип стања атмосфере се назива клима. Временски услови се могу брзо променити док се клима тако брзо не мења. Велика се пажња поклања прогнози времена због тога јер временски услови утичу на све човекове делатности. Временским условима се посвећује метеорологија у ретроспективи атмосферска физика.
Време је стање атмосфере, којим се на пример описује степен до кога је топло или хладно, влажно или суво, мирно или олујно, ведро или облачно. Већина временских феномена се јавља на најнижем нивоу атмосфере, тропосфери, непосредно испод стратосфере. Време се односи на праћење температуре и падавина из дана у дан, док је клима термин за просечне атмосферске услове током дужег временског периода. Када се користи без квалификације, „време” се генерално односи на време на Земљи.
Време зависи од разлика притиска ваздуха, температуре и влаге између различитих локација. Ове разлике се могу јавити услед сунчевог угла на било ком месту, што варира са латитудом. Јаки температурни контрасти између поларног и тропског ваздуха производе атмосферске циркулације највећих размера: Хадлијева ћелија, Ферелова ћелија, поларна ћелија, и млазна струја. Временски системи на средишњим ширинама, као што су екстратропски циклони, су узроковани нестабилношћу протока млазног тока. Пошто је земљина оса нагнута релативно на њену орбиталну раван, сунчева светлост пада под различитим углом у различитим временима у години. На површини Земље, температуре су обично у опсегу ±40 °C (−40 ° до 100 °) годишње. Током хиљада година, примене у земљиној орбити су могле да утичу на количину и дистрибуцију соларне енергије коју Земља прима, те су утицале на дугорочну климу и глобалне климатске промене.
Разлике у површинској температури узрокују разлике у притиску. Површина на већим надморским висинама је хладнија него на нижим пошто је највећи део атмосферског загревања последица контакта са површином Земље, док су губици радијације у свемир углавном константни. Временска прогноза је примена науке и технологије на предвиђање стања атмосфере у будућности на одређеној локацији. Земљин временски систем је хаотични систем; консеквентно, мале промене у једном делу система могу да доведу до пораста који имају велике ефекте на систем као целину. Човекови покушаји да се контролише време су се јављали током историје, а постоје докази да су људске активности, као што су пољопривреда и индустрија, модификовали временске прилике.
Проучавање начина на који време функционише на другим планетама било је корисно у разумевању времена на Земљи. Познати оријентир у Соларном систему, Јупитерова Велика црвена пега, је антициклонска олуја за коју је познато да је постојала најмање 300 година. Међутим, време није ограничено на планетарна тела. Звездана корона се стално губи у свемиру, стварајући оно што је у суштини веома танка атмосфера у Соларном систему. Кретање масе избачене са Сунца је познато као соларни ветар.

## Узроци
На Земљи, уобичајени временски феномени обухватају ветрове, облаке, кишу, снег, маглу и пешчане олује. У ређе догађаје се убрајају природне катастрофе као што су торнадои, урагани, тајфуни и мећаве. Скоро сви познати временски феномени се јављају у тропосфери (доњем делу атмосфере). Временске промене се дешавају у стратосфери и оне могу утицати на временске услове који се спуштају у тропосферу, али су тачни механизми слабо изучени.
Метеоролошке промене се јављају првенствено због разлика у нивоима ваздушног притиска, температуре и влаге на различитим локацијама. Ове разлике се могу јавити због угла Сунца на било ком датом месту, који варира са географском ширином од тропска. Другим речима, што је даље дато место од тропског појаса, то је нижи угао сунца, што чини такве локације хладнијим због ширења сунчеве светлости преко веће површине. Јак температурни контраст између поларног и тропског ваздуха доводи до стварања ћелија атмосферске циркулације и млазне струје. Временски системи у средњим географским ширинама, као што су екстратропски циклони, су узроковани нестабилностима протока млазне струје (погледајте баротропност). Временски системи у тропском појасу, као што су монсуни или организовани системи олуја са грмљавином, су узроковани различитим процесима.
Пошто је земљина оса нагнута релативно на своју орбиталну раван, сунљева светлост пада под различитим угловима у различитим временима током године. У јуну је северна хемисфера нагнута према Сунцу, тако да на било којој географској ширини Северне хемисфере сунчева светлост пада директније на дато место него у децембру (погледајте Утицај сунчевог угла на климу). Ова ефекат узрокује сезоне. Током периода од више хиљада до стотина хиљада година, промене у параметрима земљине орбитале су утицали на количину и дистрибуцију соларне енергије коју је Земља примала и имали су дугорочни утицај на климу. (Погледајте Миланковићеве циклусе).
Неравномерно соларно загревање (формирање зона градијената температуре и влаге, или фронтогенеза) може исто тако да буде последица самог времена услед облачности и преципитације. Области на вишим надморским висинама су типично хладније од оних ближим висини мора, што резултира у повишеним температурама површине и радијационом загревању, чиме се производе адијабатске стопе пропуштања. У неким ситуацијама, температура се заправо повећава са висином. Овај феномен је познат као инверзија и може да узрокује до ситуације у којој су врхови планина топлији од долина испод. Инверзије могу да доведу до формирања магле и често делују као капе које инхибирају развој олуја. На локалним скалама, температурне разлике се могу јавити због тога што различите површине (као што су океани, шуме, ледене плоче, или вештачки објекти) имају различите физичке карактеристике као што је рефлективност, храпавост или садржај влаге.
Разлике површинске температуре могу да узрокују разлике у притиску. Топла површина загрева ваздух изнад себе, што доводи до његовог ширења и до снижавања густине и резултирајућег ваздушног притиска. Резултирајући хоризонтални градијент притиска покреће ваздух из региона са вишим у оне са нижим притиском, креирајући ветар, а земљина ротација узрокује дефлексију тог ваздушног протока услед Кориолисовог ефекта. Једноставни системи који су тако формирани могу затим да доведу формирања комплекснијих система и стога низа других временских феномена. Примери великих скала обухватају Хадлијеву ћелију, док пример малих размера може да буде обалски поветарци.
Атмосфера је хаотични систем. Консеквентно, мале промене у једном делу система могу да се акумулирају и да узрокују велике ефекте на целокупан систем. Ова атмосферска нестабилност чини временску прогнозу мање предвидљивом него плиме и осеке. Мада је тешко да се прецизно предвиде временске прилике на више од неколико дана унапред, прогнозирање времена непрестано ради на продужавању тог лимита користећи метеоролошка истраживања и рафинирајући садашње методологије прогнозирања времена. Међутим, теоретски је немогуће учинити предвиђања из дана у дан за више од две недеље унапред, чиме се намеће горњи лимит за потенцијална побољшања вештине предвиђања.

## Обликовање планете Земље
Време је један од фундаменталних процеса који обликују Земљу. Процеси атмосферског утицаја разлажу стене и земљиште у мање фрагменте, а затим у њихове саставне супстанце. Током кишних падавина, капљице воде апсорбују и растварају угљен-диоксид из околног ваздуха. Због тога је кишница благо кисела, што помаже ерозивним својствима воде. Отпуштени седимент и хемикалије су затим слободне да учествују у хемијским реакцијама које могу даље утицати на површину (као што је кисела киша), а јони натријума и хлорида (соли) се депонују у морима/океанима. Седимент се може поново формирати током времена и под дејством геолошких сила бити обликован у друге стене и земљиште. На тај начин, време игра главну улогу у ерозији површине.

## Велики системи ветра и притиска и сродно време
| Регион        | Име                                                        | Притисак | Површински ветрови                                                 | Време |
| ------------- | ---------------------------------------------------------- | -------- | ------------------------------------------------------------------ | --- |
| Екватор (0°)  | Екваторијални климатски појас (ITCZ) (екваторијални ниски) | Низак    | Лагани, варијабилни ветрови                                        | Облачност, изобилна преципитација у свим сезонама; узгајалиште урагана. Релативно низак салинитет морске површине због велике количине падавина релативно на испаравање |
| 0°–30 °C и Ј  | Пасати (источни ветрови)                                   | -        | Североисточан у северној хемисфери; Југоисточан у јужној хемисфери | Влажна лета, суве зиме; пут за тропске поремећаје |
| 30 °C и Ј     | Коњска латитуда                                            | Висок    | Лагани, варијабилни ветрови                                        | мало облачности; суво у свим сезонама. Релативно висок салинитет морске површине због јаког испаравања у односу на преципитацију                                        |
| 30°–60 °C и Ј | Превладавајући антипасати                                  | -        | Југозападни у северној хемисфери; Северозападни у јужној хемисфери | Влажне зиме, сува лета; пут за суптропске високе и ниске притиске |
| 60 °C и Ј     | Поларни фронт                                              | Низак    | Варијабилан                                                        | Олујна, облачна временска зона; доста падавина у свим годишњим добима                                                                                                   |
| 60°–90 °C и Ј | Поларни источни ветрови                                    | -        | Североисточно у северној хемисфери; Југоисточно у јужној хемисфери | Хладни поларни ваздух са веома ниским температурама |
| 90 °C и Ј     | Полови                                                     | Висок    | Јужни у северној хемисфери; Северни у јужној хемисфери             | Хладан, сув ваздух; ретке падавине у свим годишњим добима |

## Утицај на људе
Време, виђено са антрополошке перспективе је нешто што сви људи на свету константно доживљавају путем својих чула, бар док су напољу. Постоје друштвена и научно конструисана схватања времена, шта узрокује промене, утицај који оно има на људе у различитим ситуацијама, итд. Стога је време нешто о чему људи често причају.

### Утицај на становништво
Временске прилике су играле велику и понекад директну улогу у људској историји. Поред климатских промена које су узроковале постепена померања популација (на пример дезертификација Средњег истока, и формирање копнених мостова током глацијалних периода), екстремни временски догађаји су узроковали кретања популације мањих размера и директно утицали на историјске догађаје. Један такав догађај је спасавање Јапана од инвазије Монголске флоте Кублај-кана захваљујући Камиказним ветровима из 1281. Француски утицај на Флориду је окончан 1565. године када је ураган уништио француску флоту, што је омогућило Шпанији да освоји Форт Каролину. У ближој прошлости, ураган Катрина је разместила преко милион људи из централне Голфске обале у друге делове САД, чиме је постала највећа дијаспора у историји Сједињених Држава.
Мало ледено доба је проузроковало пропаст усева и глад у Европи. Током 1690-их је владала најгора глад у Француској од Средњег века. Финска је била погођена екстремном глађу током периода 1696–1697, кад је око једне трећине Финске популације умрло.

## Екстремно време
Најмања топлота је била забележена на експерименталној станици Восток у Антарктику 21. јула 1983. године и било је измерено – 89,2 °C а најтоплије је измерено у Либијској Азији где је измерено 57,8 °C. Најсувље је у Арики у Чилеу где такорећи уопште не падају кише и ту нису забележене падавине 14 година.